# تقلید (مجموعه تلویزیونی)
تقلید (انگلیسی: Imitation; کره‌ای: 이미테이션) یک مجموعهٔ تلویزیونی کره جنوبی سال ۲۰۲۱ با بازی جونگ جی-سو، لی جون-یونگ، جونگ یون-هو و پارک جی-یون است. این مجموعه بر پایهٔ وب‌تونی با همین نام، داستان زندگی آیدل‌هایی را بازگو می‌کند که در صنعت سرگرمی فعالند. این مجموعه از ۷ مه تا ۲۳ ژوئیه ۲۰۲۱، جمعه‌ها ساعت ۲۳:۱۰ (کی‌اس‌تی) از کی‌بی‌اس۲ برای ۱۲ قسمت پخش شد. تقلید همچنین در ویکی و آی‌چی‌یی در مناطق منتخب قابل دسترسی است.

## بازیگران

### اصلی
- جونگ جی-سو در نقش لی ما-ها[۵][۶]
- لی جون-یونگ در نقش کوان ریوک
- پارک جی یون در نقش لا ری-ما[۵]
- جونگ یون-هو در نقش لی یو-جین[۵][۶][۷]

### مکرر

#### تی‌پارتی
- لیم نا-یونگ در نقش شین هیون-جی
- کیم مین-سو در نقش یو ری-آه
- دنی آن در نقش جی هاک

#### شاکس
- کانگ چان-هی در نقش لی اون-جو
- آن جونگ-هان در نقش هان جه-وو
- یوری پارک در نقش بنگ دو-جین
- هی‌یونگ در نقش کانگ لی-هیون
- چوی جونگ-هو در نقش یون هیوک
- اوه هی-جون در نقش کو ده-کوان

#### اسپارکلینگ
- لی سو-وونگ در نقش کیم هیون-اوه
- پارک سونگ-هوا در نقش نام سه-یونگ
- چوی سان در نقش سون مین-سو
- شین سو-هو در نقش ته گئون

## تولید
در اکتبر ۲۰۲۰، گزارش شد که وب‌تون مشهور تقلید اثر پارک کیونگ ران، در یک مجموعه تلویزیونی با همین نام اقتباس خواهد شد و بازیگران نقش اصلی آن جونگ جی-سو، لی جون-یونگ، پارک جی یون و جونگ یون هو خواهند بود.